# Château de Val
Le château de Val est un château fort du XVe siècle, bâti sur des fondations du XIIIe siècle, remanié et restauré à plusieurs reprises, qui se dresse sur la commune de Lanobre dans le département du Cantal, dans le pays d'Artense, en région Auvergne-Rhône-Alpes. Il est partiellement protégé aux monuments historiques.

## Localisation
Le château de Val est situé dans le département français du Cantal sur la commune de Lanobre. Autrefois, le château dominait la vallée. Aujourd'hui, l'eau du lac artificiel arrive au pied de ses murailles. Son parc a disparu sous les eaux du lac. Il se trouve sur la commune de Lanobre dans le Cantal mais la commune de Bort-les-Orgues (Corrèze) en est propriétaire depuis la construction du barrage.

## Historique
Le fief d'Enval, devenu de Val, a d'abord appartenu aux familles de Thynières, puis à Pierre de Pierrefort.
Guillaume IV d'Estaing, né en 1397 de Jean, seigneur de Cheylade, et d'Elise de Pierrefort, est chambellan du roi Charles VII, gouverneur et sénéchal du Rouergue, puis bailli de Nîmes. Il achète Val et fait construire le château actuel. La famille d'Estaing possédera et habitera le château jusqu'à Guillaume V d'Estaing, dit Guillot, seigneur de Val, de Cheylade et de Landorre, né en 1529. Un certain nombre de familles vivront ensuite successivement dans le château, jusqu'à la famille d'Arcy.
En 1946, la famille d'Arcy est expropriée en vue de l'inondation de la vallée pour le barrage de Bort-les-Orgues. Elle emporte avec elle le mobilier du château. Finalement, la hauteur de l'engloutissement est revue à la baisse et le château ne sera pas englouti. Mais, laissé sans surveillance, il est pillé par des cambrioleurs en 1949, avant que le syndicat d'initiative de Bort-les-Orgues n'y installe un gardien en 1951. Devant l'insistance du président du syndicat d'initiative, Maurice Georges, EDF revend en 1953 le château pour un franc symbolique à la ville de Bort-les-Orgues, bien qu'il se situe sur la rive auvergnate du lac. Le syndicat d'initiative aura par la suite la responsabilité de la rénovation et de la gestion du site. EDF consent quant à elle à financer la construction d'une jetée permettant, lors des eaux hautes, d'accéder au château. Celui-ci est aujourd'hui un lieu touristique, et peut être visité.
Chaque été, une exposition de peinture contemporaine y est organisée. Il est d'usage que l'artiste croque le site du château. Une vaste collection s'est ainsi constituée (cf par exemple les œuvres de Bernard Buffet, Franz Priking, Jean Commère, Eugène Baboulène, Frédéric Menguy, Gabriel Dauchot).

## Description
Le château de Val a été construit au XIVe et au début du XVe siècle sur les fondations d'un château du XIIIe siècle, lui même construit sur la base d'un donjon datant du XIe siècle. Il se présente sous la forme d'un haut corps de logis rectangulaire que flanquent de près six tourelles d'angle couronnées de mâchicoulis et coiffées en poivrière. La tour d'angle des communs ajoutés aux XVe et XVIIIe siècles est un vestige de l'enceinte du XIIIe siècle.
La chapelle Saint-Blaise, les communs et la fontaine datent de la fin du XVe siècle.

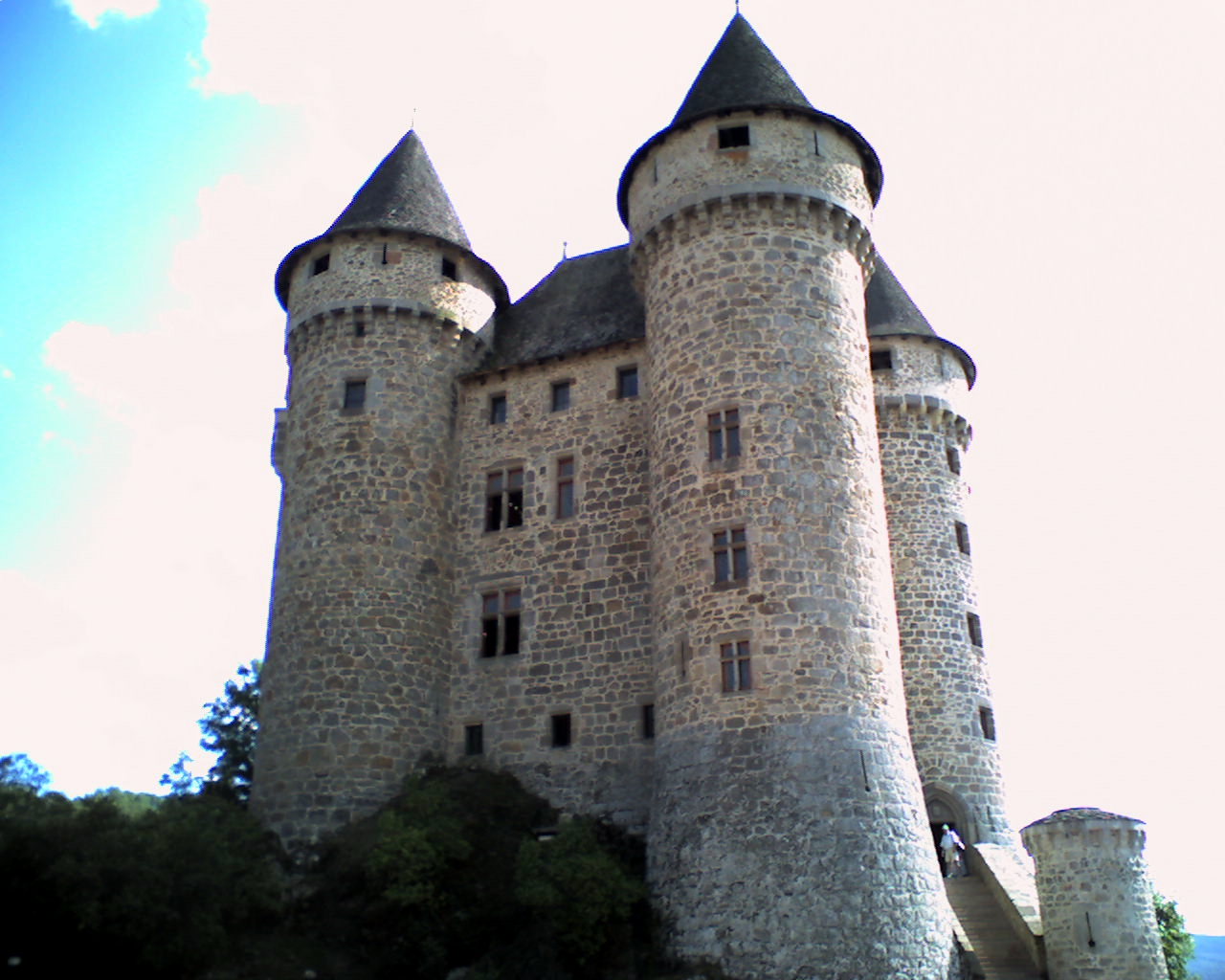
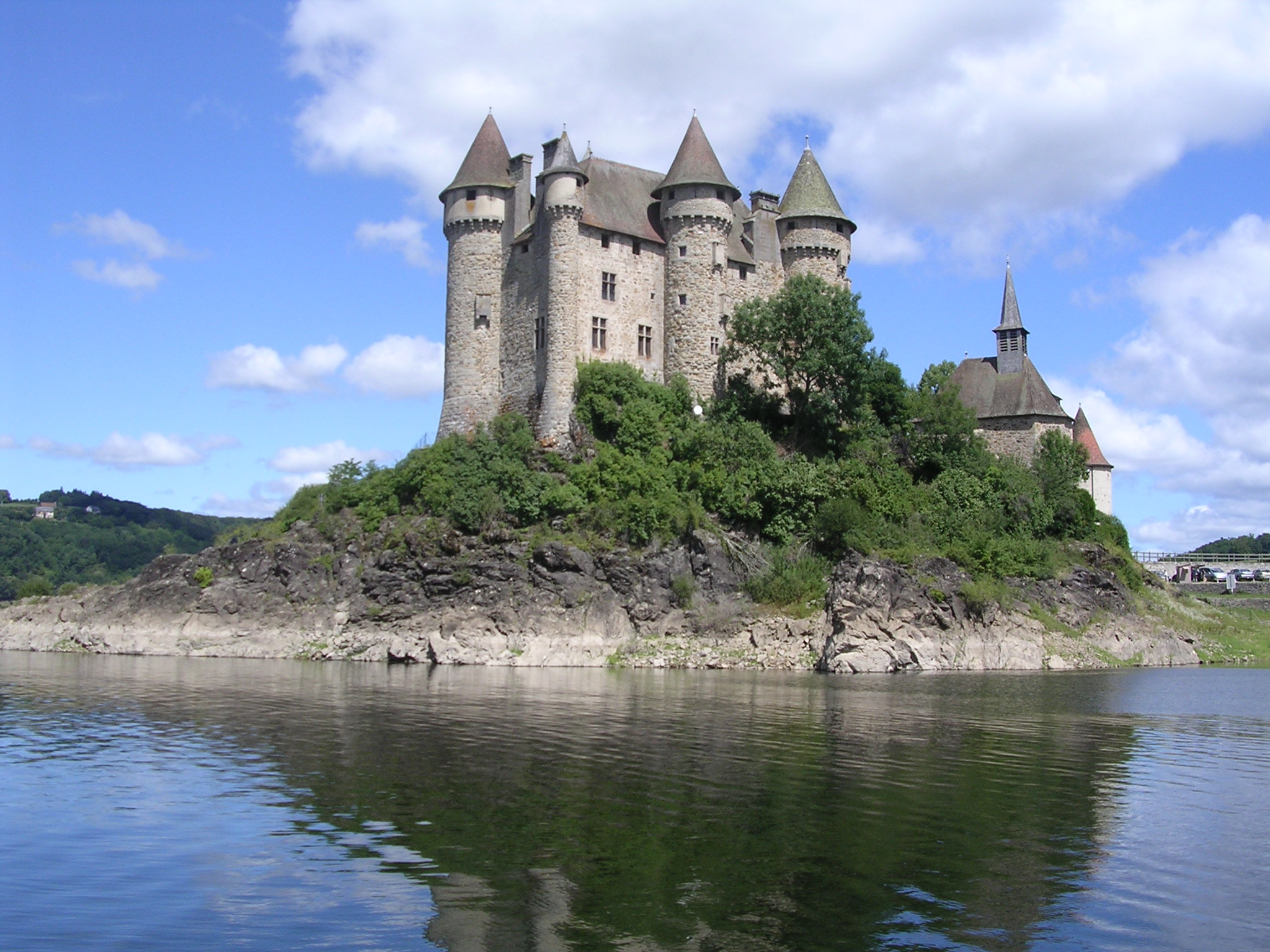
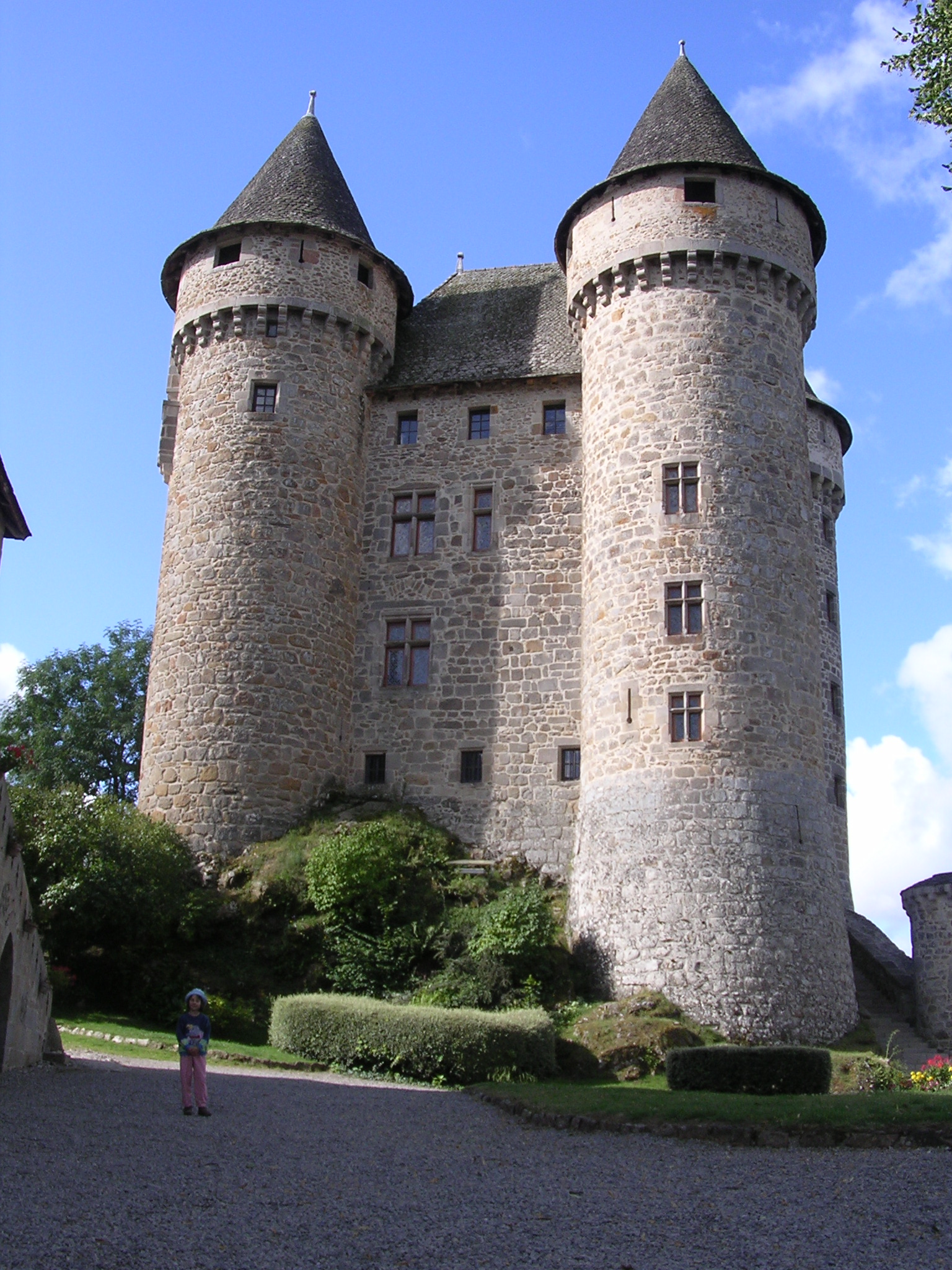
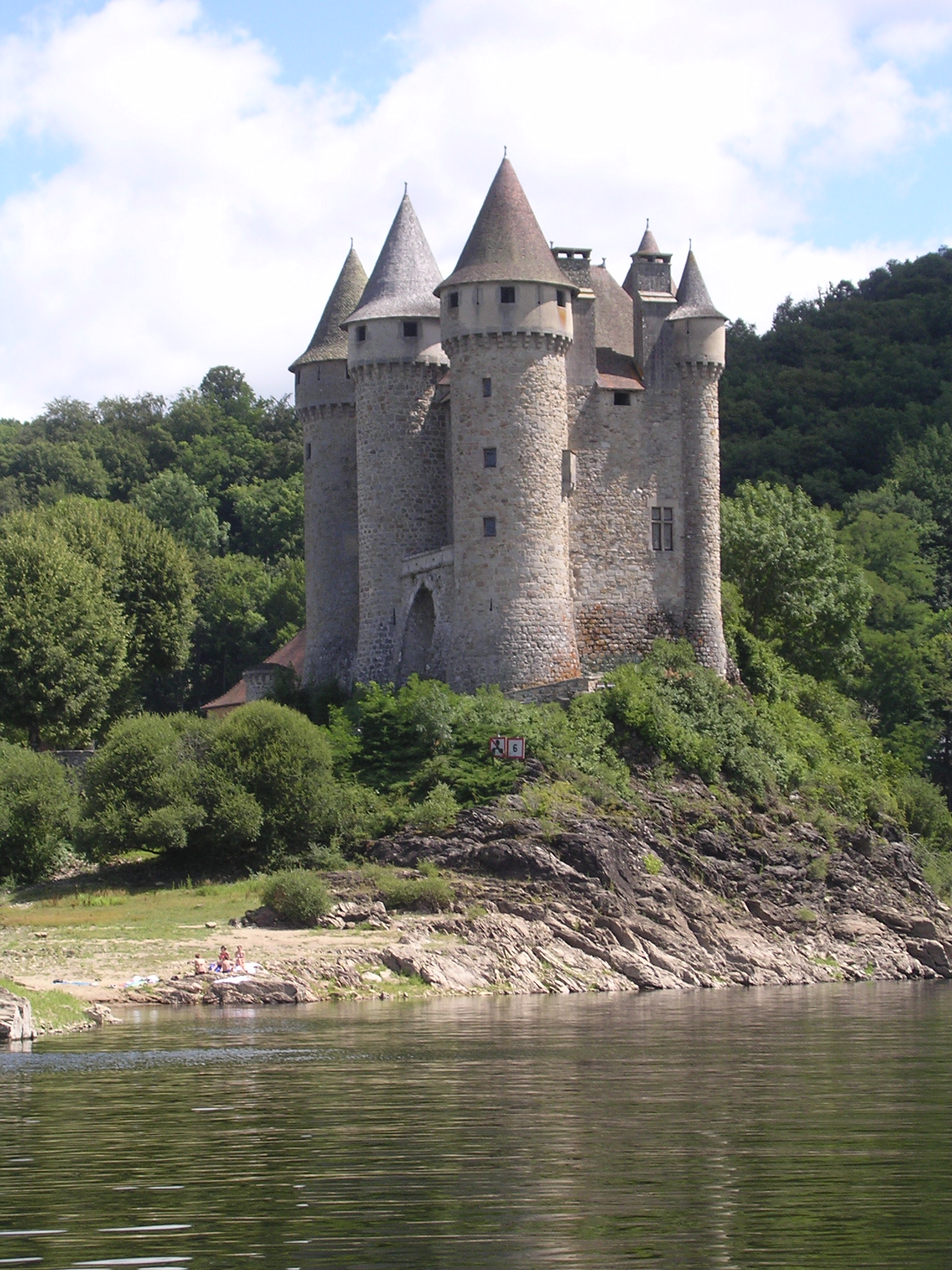

## Protection aux monuments historiques
Au titre des monuments historiques :
- le château est classé par arrêté du 23 septembre 1946 ;
- la chapelle Saint-Blaise faisant partie des dépendances du château est classée par arrêté du 7 septembre 1961 ;
- les façades et toitures des communs, la fontaine, le sol de la parcelle sur laquelle ils sont situés sont inscrits par arrêté du 10 septembre 1990.

## Tourisme
Le site a enregistré 28 167 entrées payantes en 2017, chiffre en augmentation de 9,32 % par rapport à l'année précédente.

## Culture populaire

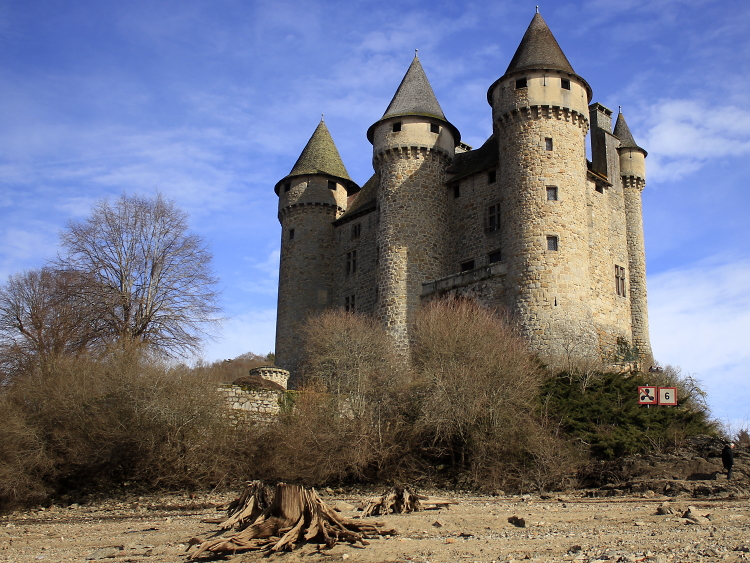
Le château de Val.

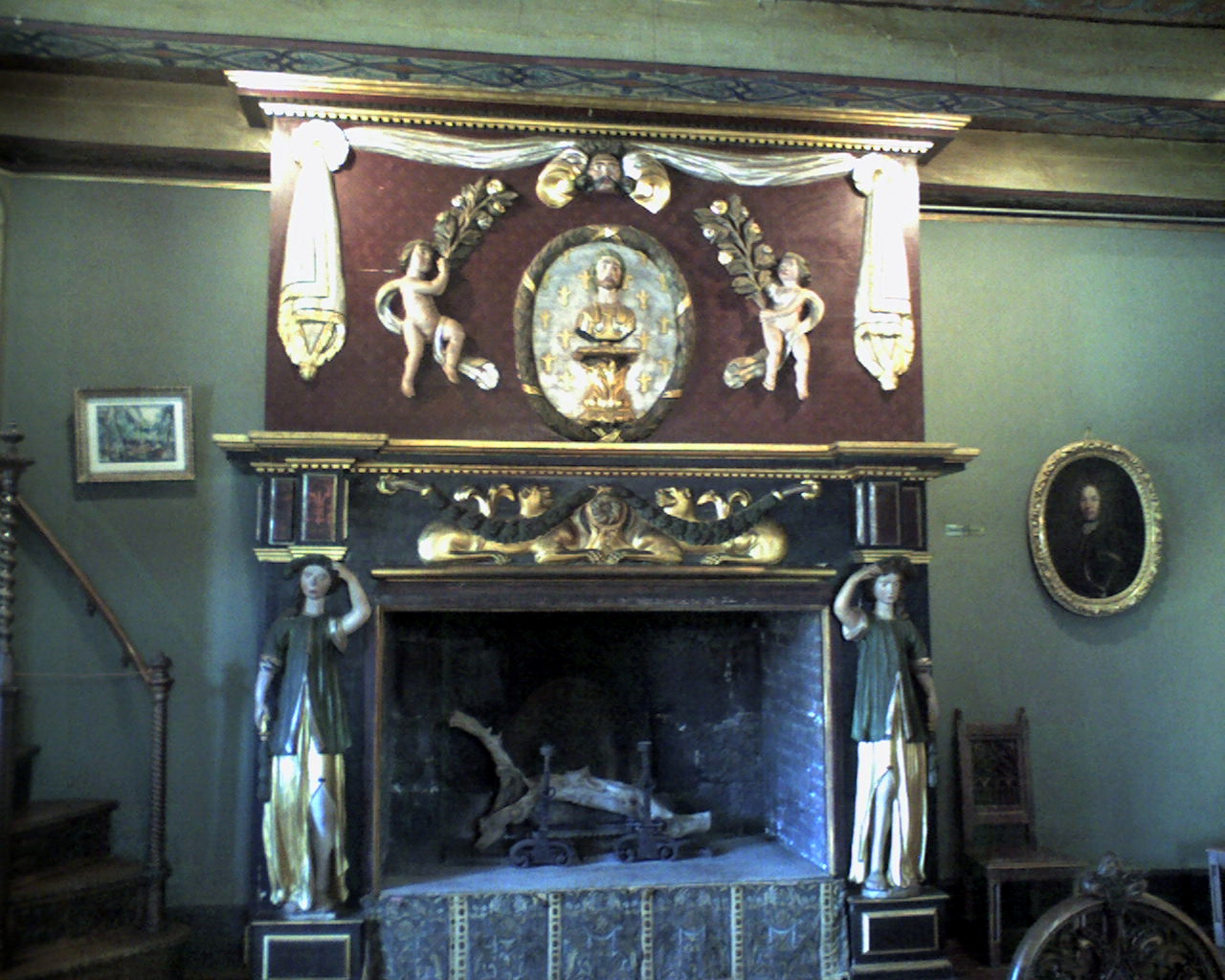
Une des cheminées du château de Val.

En 1960, une scène du film Le Capitan d'André Hunebelle avec Jean Marais et Bourvil a été tournée dans ce château. Pour le film il est nommé château de Clairefont et sert de prison où est enfermée Gisèle d'Angoulême. Il s'agit de la scène connue de l'escalade et du poignard qui se casse.
En 1970, le château de Val est le château de la fée Morgane dans le film Morgane et ses nymphes de Bruno Gantillon.
En 1973, une scène de la série télévisée Karatekas and C° (Le club de l'eau plate), avec Jean Marais a été tournée dans ce château.
En 1984, des scènes du film Frankenstein 90 d'Alain Jessua avec Jean Rochefort et Eddy Mitchell ont été tournées autour du château.
Le château de Val est le lieu de tournage, en mars 2023, de la deuxième saison de l'émission Les Traîtres diffusée sur M6. Plusieurs personnalités participent à cette seconde saison dont l'ancienne Miss France Nathalie Marquay-Pernaut et son fils, la comédienne Charlotte de Turckheim, la chanteuse Natasha St-Pier, l’ancien candidat à l’élection présidentielle Jean Lassalle mais aussi les influenceurs fitness Tibo InShape et Juju Fitcats. Le tournage de l'émission a aussi lieu dans d'autres lieux aux alentours comme dans la chapelle des Manents à Confolent-Port-Dieu.